# Насва
Насва (рус. Насва) река је на северозападу европског дела Руске Федерације. Протиче преко југоисточних делова Псковске области, односно преко њеног Новосокољничког и Великолушког рејона. Лева је притока реке Ловат, те део басена реке Неве и Балтичког мора.
Свој ток започиње у источном делу моренског Бежаничког побрђа и тече главном у смеру југоистока. Укупна дужина водотока је 46 km, док је површина сливног подручја око 1.240 km². Најважнија притока је река Велики Удрај.